# Alfredo Linares
Alfredo Linares (Lima; 27 de enero de 1944) es un músico peruano, pianista, compositor y arreglista, incursionó en muchos géneros musicales como la salsa, boogaloo, latin jazz , jazz afrocubano entre otros géneros. Considerado entre los mejores exponentes de música tropical y salsa latinoamericana.

## Historia
Nació el 27 de enero de 1944 en Barrios Altos. Su padre fue Ángel Mariano Linares Salas, arequipeño que arreglaba pianos y su madre fue Aurora Saucedo Murrugarra, trujillana amante de las artes.
A los 10 años ingresa al Conservatorio Nacional de Música. Sus primeras influencias fueron los músicos cubanos Peruchín, Bebo Valdés y Lino Frías. Para 1957 su padre que ya había formado una orquesta fallece y le deja el grupo. Para los años 60s ya era egresado del Conservatorio, dominando también otros instrumentos como el bajo, trompeta, saxo, flauta, congas, bongó y timbales. Su primera grabación la realiza con la Sonora Antillana y Ñiko Estrada, el tema fue "A la Calle 13", con quien luego grabaría más temas y para 1965 se iría de gira a Buenos Aires.
Pepe Hernández, director de El Combo de Pepe, le permite grabar como Alfredo Linares el nuevo ritmo "El Pompo".
En esos años estaba de moda el boogaloo y su spanglish sonaba raro para algunos músicos peruanos como Alfredito Linares y quien decidió incorporar el sonido del jazz y no parecerse al sonido de Nueva York y grabando así sus dos primeras producciones para el sello MAG de Manuel Guerrero, el primer LP se tituló El Pito (1968) y el segundo Yo Traigo Boogaloo (1969). Participó en los discos de José 'Pepe' Hernández, Coco Lagos, Nilo Espinosa y participó en eventos de jazz organizados por Jaime Delgado Aparicio.
Para el año 69 e inicios de la década de los 70s se internacionalizó. Primero viajó contratado al Hotel Humbolt de Guayaquil, luego viajó a Santiago y Buenos Aires, donde tuvo muy buenas presentaciones. Sería en Colombia en el Festival Panamericano, realizado en febrero de 1970 en el Estadio Olímpico Pascual Guerrero donde tuvo su mejor presentación ya que alternó con grupos como: La Sonora Matancera, El Gran Combo, Ricardo Ray & Bobby Cruz, Nelson y sus Estrellas y Los Supremos de Colombia. 
Grabó un disco de 45 r. p. m. junto a Kiko Fuentes. Una de las anécdotas que le sucedió en Colombia el mismo la describió así: “Cuando llegué a Colombia, me invitan a una discoteca que se llamaba La Fania, la gente ahí no creía que yo era Alfredo Linares, tenía que estar mostrando mi pasaporte… es que, había mucha gente que creía que Alfredo Linares era cubano o puertorriqueño, nunca un peruano”.
En 1972 regresa a Lima y graba como Productor Musical en los estudios del sello "Virrey", como exclusividad para el sello Sonolux, el LP Sensacionales, algunos de esos temas del LP fueron grabados en los estudios de Sonolux en Medellín.
En 1972 incursiona de lleno en la salsa contratado por el sello Odeon para producir ese mismo año el LP Salsa…A Todo Sabor, en cuyo título era algo que en esos años solo lo habían hecho Federico Betancour y Los Hermanos Lebrón y que incursionaba fuertemente en la fiebre por este género en Estados Unidos. 
Grabó varios 45 r. p. m. para el sello INS que tuvo éxito en Colombia y Venezuela, luego serían seleccionadas y lanzadas en dos LP, Mi Nuevo Ritmo (1974) y A Escondidas Llorarás (1975) en estas producciones uno de los temas más llamativos es "Mambo Rock" excepcional fusión del mambo y el rock nunca antes hecho en Latinoamérica.
En 1976 viaja a Caracas como productor y resulta contratado por el Piano Bar "Las Cien Sillas" e incluso graba el segundo LP del Grupo Mango, ganando el premio Record Word 1976 que fue auspiciado por la disquera CBS. Luego fue contratado para el sello Fonodiscos grabando el LP Salsa de verdad, luego sería editado en Perú por el sello Infopesa. Como Productor Musical en Venezuela colaboró con artistas como La Banda y su Salsa Joven como arreglista, pianista y la dirección musical. También en igual de condiciones con la famosa orquesta Billo's Caracas Boys del maestro Billo Frometa, colaborando con la orquesta La Salsa Mayor(exintegrantes de la orquesta de Oscar De´ Leon), la orquesta los Pacheco y Jorge Beltran y Su orquesta Los Peniques, grabando posteriormente para el sello Polydor en el género de las baladas para Hender (excantante de la Banda Y Su Salsa Joven) y con José Luis ‘El Puma' Rodríguez incursionando en giras para el exterior.
En 1980 como Productor Musical y Ejecutivo lanza una producción hecha en Caracas titulada Lo Que Tengo grabada en los estudios Fidelis que luego sería editada por el sello Velvet Venezuela y luego en el sello Gallo Records de la ciudad de New York Estados Unidos, luego viajaría a Colombia.
Ya en Colombia comienza la labor como Productor Musical para el sello Codiscos para artistas como Piper Pimienta en su LP "Bombón de Chocolate", Lucho Puerto Rico en sus LP "Salsa y Sentimiento" y "Son del Barrio" para el sello Kañaveral, Eddy Guerra en su LP "Mi Dilema", Conjunto Renacer en su LP "Decididos" para el sello Phillips, Sonero Clásico Calima en sus 3 LP "Oye Mi Son" para el sello Victoria siendo una de las producciones. Para el sello Sono-Rodven el LP "Cambio y Fuera" del Grupo Clase, con Son de Azúcar en su LP "Mas Dulce". Para el sello CBS con Willy Salsero en su LP "Si Te Deja EL Tren", con Luz Dary y su Orquesta en su LP "Brindemos con Salsa", igualmente con la Cali Charanga con su LP "Al Pasito Cañandonga", entre otros.   
En 1987 mientras se encontraba en Lima colaborando con la orquesta Perú All Stars grabaría un LP en los estudios del sello IEMPSA, el título sería Ahora y Siempre: Alfredo Linares y su Salsa Stars con las voces de Julio Barretto, Walter Andrade ‘Waltiño' y Raúl ‘Popeye' Villarán, este último considerado una de las mejores voces soneras peruanas. También grabó LP como director y arreglista con una agrupación llamado Las Estrellas de la Máquina . A raíz del artículo escrito por Roberto Ernesto Gyemant para la revista "Latin Beat Magazine" en octubre de 2005, cambia el curso de su trayectoria musical, conociendo un amigo de Roberto Geymant, el Productor inglés William Holland con el cual se inicia una serie de producciones y presentaciones en el ámbito europeo con el cual se colmaron 10 años de giras por países como Inglaterra, Francia, Alemania, Holanda, Bélgica, Austria, República Checa, Grecia, Suiza, Italia, Portugal, Finlandia, entre otros.  Actualmente continúa haciendo música realizando muchas presentaciones en Estados Unidos, Perú y Colombia.
En 2014 lanza una nueva producción titulada, Salsa Pa' Todo El Mundo producida por DJ Gonzo Productions.

## Discografía

### Discos de estudio
- El Pito (MAG 1968)
- Yo Traigo Boogaloo (MAG 1969)
- Salsa…A Todo Sabor (Iempsa 1972)
- Sensacionales (Sonolux 1973)
- Mi Nuevo Ritmo (INS de Colombia 1974)
- A Escondidas Llorarás (INS de Colombia 1975)
- Alfredito y su salsa star 1976
- Lo Que Tengo (Fidelis 1980)
- Salsa Pa' Todo El Mundo (DJ Gonzo Productions 2014)

### Colaboraciones
- José 'Pepe' Hernández - El Combo de Pepe (IEMPSA 1968)
- Coco Lagos - Descargas (MAG enero de 1968)
- Coco Lagos - Ritmo Caliente (MAG diciembre de 1968)
- Afroins - A Gozar Salsómanos con Los Afroins (INS, 1974)
- Grupo Mango - 1976 (CBS Records 1976)
- La Salsa Mayor - De Frente y Luchando (Velvet 1978)
- La Salsa Mayor - Sabrosa …! (Velvet 1980)
- La Banda y su Salsa Joven - Tremenda Salsa con la Banda 1977
- La Gran Banda de Venezuela
- Billo 's Caracas Boys 1979
- Los Pachecos 1977
- José Luis Rodríguez "El Puma"